# Uluwatu, Bali
Uluwatu es una región en el extremo suroeste de la península de Bukit en Bali, Indonesia, donde se encuentra el templo Pura Luhur Uluwatu. El nombre Uluwatu viene de ulu, 'fin de la tierra', y watu, 'roca'.

## Geografía

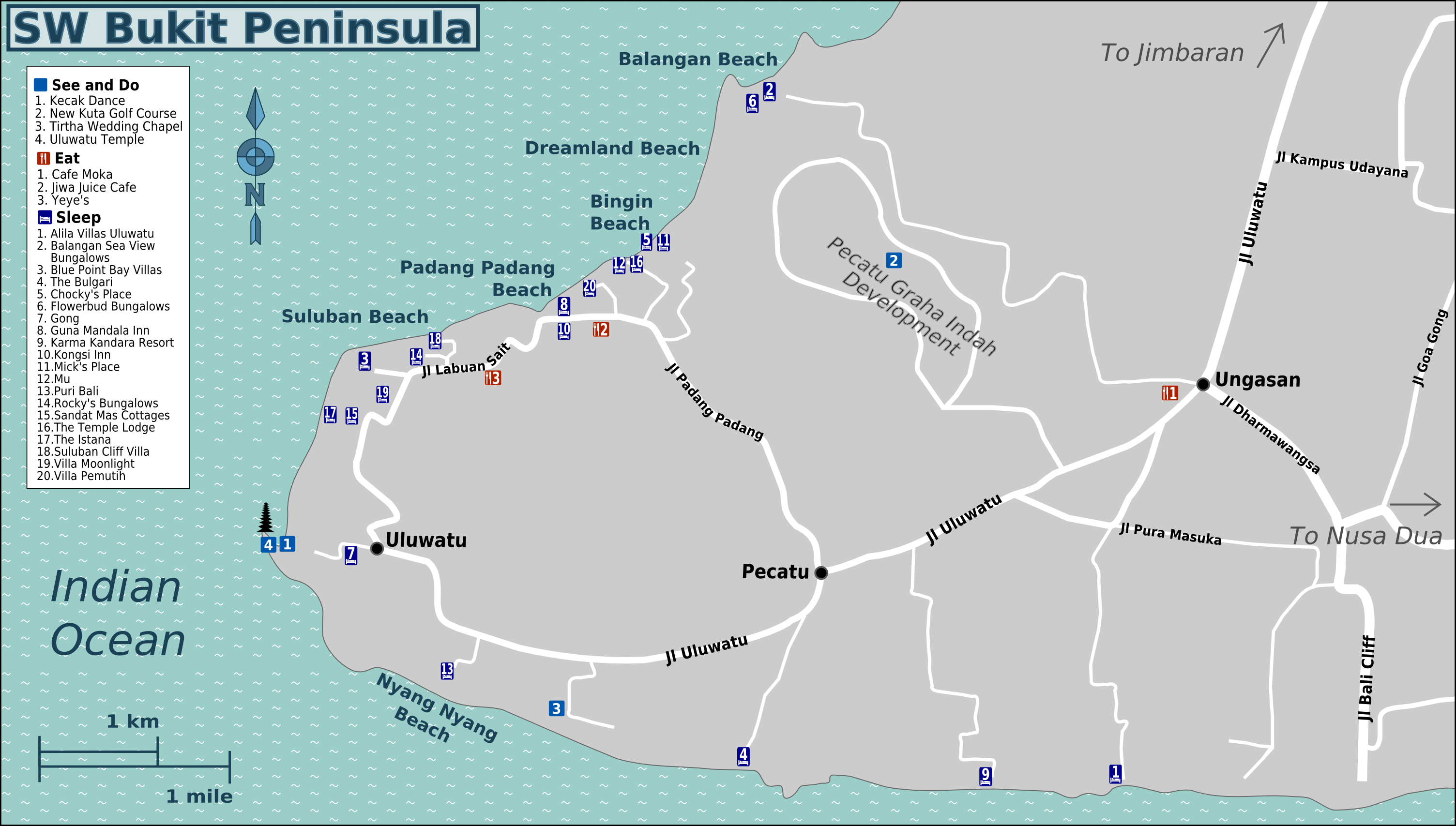
Mapa del suroeste de la península de Bukit

La península de Bukit se asienta sobre capas de piedra caliza terciaria resultantes de la subducción tectónica de la placa indoaustraliana bajo la placa euroasiática, elevándola sobre el nivel del mar. Uluwatu limita con el Océano Índico al sur.

## Surf
Uluwatu fue "descubierto" como destino de surf en 1972, gracias a la realización de Morning of the Earth, una película clásica de surf de 1971 dirigida por Alby Falzon y David Elfick. El objetivo original de la película era mostrar las olas alrededor de Kuta, al norte de Uluwatu. Después de unos días de rodar en la playa de Kuta, encontraron Uluwatu. Para llegar allí es necesario descender por el templo y emerger a través de las dos rocas en la base de la cueva, en la playa de Uluwatu. Por aquel momento no había carreteras que condujeran a la playa, lo que significaba que los surfistas tenían que traer todo el material que necesitarían. Steve Cooney surfeó la primera ola en la historia de Uluwatu y la capturó para la película Morning of the Earth a los 15 años. Después del estreno de la película el 25 de febrero de 1972, Uluwatu recibió la atención inmediata de los surfistas de todo el mundo. Hoy en día es uno de los destinos de surf más populares en todo Bali, y el avance en la tecnología ha permitido obtener increíbles vídeos que muestran la belleza de Uluwatu desde el aire.